# Torre de Merola
|  | Per a altres significats, vegeu «Torre de Merola (Puig-reig)». |

La Torre de Merola (o de Manola en els plànols de l'ICGC) és una torre circular de defensa a l'extrem de la casa de Santa Anna de Merola, al terme municipal de Pineda de Mar (el Maresme). que fou una casa aloera del castell de Montpalau en època medieval. Prop de la zona i també formant part del castell de Montpalau trobem Can Feliu de Merola (o Menola).
Era un important casalot de tres plantes però actualment només conserva part de les parets, restes de la capella, alguns finestrals i la portalada d'accés. Tenia una torre de guaita circular amb diferents elements arquitectònics i defensius, i una capella dedicada a Santa Anna. La torre ocupa una part de l'espai interior de l'esmentada casa, la qual fou bastida al seu entorn. A l'interior de la torre es pot interpretar les restes del pis inferior, cobert amb volta. La part superior està molt enrunada i només es conserva un costat de la torre a l'altura del primer pis, cosa que no permet endevinar l'alçada que devia tenir en origen.
Els seus orígens són possiblement del segle x, documentats ja al segle xii. Domus medieval del castell de Montpalau propietat d'aloers i cavallers vinculats al Vescomte de Cabrera. De les imponents parets que es mantenen dempeus podem veure vestigis gòtics del segle xii amb modificacions posteriors del segle xv i XVII que s'ha anat transformant i degradant amb el pas del temps per donar lloc a un conjunt ruïnós però imponent.